# APZ Tone Tomšič de la Universidad de Liubliana
El APZ Tone Tomšič de la Universidad de Liubliana (en esloveno, Akademski pevski zbor Tone Tomšič Univerze v Ljubljani), también conocido como Coro Académico Tone Tomšič de la Universidad de Liubliana, es un prestigioso coro esloveno compuesto por estudiantes de diversas facultades de la Universidad de Liubliana. Fundado en 1926, es reconocido internacionalmente, destacando por ser uno de los dos únicos coros a nivel mundial que ha obtenido en dos ocasiones el Gran Premio Europeo de Canto Coral.

## Historia y Trayectoria
Desde sus inicios, el APZ Tone Tomšič ha sido considerado un referente en el ámbito del canto coral en Eslovenia. Su repertorio abarca composiciones de todos los periodos históricos, con un énfasis particular en la música contemporánea. El coro promueve la creación de nuevas obras corales a través de concursos de composición y encargos a compositores tanto emergentes como consagrados. Asimismo, se dedica a la preservación y promoción de la música tradicional eslovena.
El APZ Tone Tomšič ha cosechado numerosos éxitos en competiciones internacionales y ha realizado giras por todo el mundo. A lo largo de su historia, ha sido dirigido por destacados directores musicales, entre los que se incluyen:
- France Marolt (fundador y primer director)
- Radovan Gobec
- Janez Bole
- Lojze Lebič
- Igor Lavrič
- Marko Munih
- Jože Fürst
- Jernej Habjanič
- Stojan Kuret
- Urša Lah
- Sebastjan Vrhovnik (desde octubre de 2009)

## Logros en elsigloXXI
En el siglo XXI, el coro ha consolidado su reputación con destacadas actuaciones en festivales y concursos tanto en Eslovenia como a nivel internacional. Dos hitos importantes son sus victorias en el concurso internacional European Grand Prix for Choral Singing, considerado el certamen más prestigioso y exigente en el ámbito del canto coral amateur. El APZ Tone Tomšič obtuvo este galardón en 2002 en Arezzo (Italia) bajo la dirección de Stojan Kuret, y nuevamente en 2008 en Debrecen (Hungría), dirigido por Urša Lah.
Bajo la dirección de Sebastjan Vrhovnik, el coro ha participado en diversos certámenes, obteniendo los siguientes reconocimientos:
- Cantonigrós (España): Segundo premio en las categorías de coros mixtos y canto popular.
- Rimini (Italia) (2010): Primer premio en la categoría de coros mixtos y Gran Premio de la ciudad de Rimini.
- Cork (Irlanda) (2011): Primer premio en la categoría de coros mixtos y premio especial "Heinrich Schütz Perpetual Trophy" por la interpretación de la composición "Die Mit Tränen Säen" de Heinrich Schütz.

## Breve Historia del Coro
El APZ Tone Tomšič fue fundado en octubre de 1926 por iniciativa del Consejo de Estudiantes de la Universidad de Liubliana y bajo la dirección de France Marolt. Inicialmente, se trataba de un coro masculino denominado Coro Académico de Liubliana. Entre 1938 y 1939, France Marolt también dirigió el Coro Académico Femenino. El coro masculino mantuvo su actividad hasta el 12 de diciembre de 1941, cuando la ocupación durante la Segunda Guerra Mundial impuso un cese de las actividades culturales.
France Marolt, a través de su trabajo con el Coro Académico, introdujo elementos innovadores que marcaron el desarrollo de la música vocal eslovena: organizó conciertos temáticos que presentaban la historia de la música eslovena de manera didáctica, y como experto en el folklore esloveno, revitalizó el canto tradicional. Su labor contribuyó a la formación de un lenguaje musical esloveno arraigado en las raíces nacionales, influyendo así en los compositores de su época.
La reconstitución del Coro Académico tras la guerra fue fundamental para revitalizar la actividad artística y cultural. El coro se propuso explorar nuevas orientaciones del lenguaje musical y encontrar nuevas formas de adaptar el canto tradicional esloveno. Se incentivó a los compositores eslovenos a enriquecer la literatura coral, permitiendo a los coros presentar nuevos programas. Los programas de concierto del Coro Académico se caracterizaron por una cuidadosa selección de obras que mantenían una unidad estilística.
El coro se reconstituyó como coro mixto en 1946 y ha mantenido su actividad de forma ininterrumpida desde entonces. A lo largo de sus más de 85 años de historia, el coro ha cambiado de nombre en varias ocasiones. En 1953, se le añadió el nombre de "Tone Tomšič" (héroe nacional esloveno). En 2006, al pasar a depender de la Universidad de Liubliana, adoptó su denominación actual: Coro Académico Tone Tomšič de la Universidad de Liubliana (Akademski pevski zbor Tone Tomšič Univerze v Ljubljani).

## Reconocimientos
El Coro Académico Tone Tomšič ha recibido numerosas distinciones por su trayectoria y contribuciones a la cultura, entre ellas:
- 1996: "Zlati častni znak svobode Republike Slovenije" (Condecoración honorífica de la libertad), la más alta condecoración del estado esloveno.
- 2000: "Placa de la ciudad de Liubliana".
- 2003: "Zlati znak JSKD" (Condecoración de oro de la Fundación Pública de la República de Eslovenia para las Actividades Culturales).

## Discografía (sigloXXI)
- Vrtiljak/Merry-go-round (2012): Composiciones eslovenas contemporáneas.
- Libera me II (2010): Reminiscencias en el canto contemporáneo nórdico.
- Sedaj je zadnji čas pred zimo/Our last before winter (2010): Selección de poesía coral eslovena.
- Zmiərom moram bondrati (2006): Canto popular esloveno.
- Libera me (2004): Reminiscencias en nuevas formas.
- APZ mešani (2004): Composiciones corales sacras y profanas.

## Giras Internacionales
El APZ Tone Tomšič ha realizado numerosas giras internacionales, actuando en países como:
España, Francia, Italia, Irlanda, Reino Unido, Bélgica, Países Bajos, Luxemburgo, Noruega, Dinamarca, Alemania, Austria, Suiza, Eslovaquia, Polonia, República Checa, Bulgaria, Hungría, Croacia, Serbia, Bosnia y Herzegovina, Macedonia del Norte, Ucrania, Rusia, Corea del Sur, China, Taiwán, Filipinas, Estados Unidos, Argentina, Brasil, Sudáfrica.